# 木版画
木版画（もくはんが）とは、木製の原版によって制作される凸版画。木版印刷の一種である。実用品に限らず、美術用途にもなっている。英語では ウッドカット（woodcut）もしくは、シログラフ（xylograph） と言う。

## 概説
| 版木 |  | 印刷結果 |
| 版木 |  | 印刷結果 |

木版画は版画形式の中でも最も古い。印刷には凸版方式と凹版方式があるが、木版画は凸版方式である。
一般的な方法は、まず原画を描き、次に原画をもとに版画用に修正した絵（版下絵）を描く。半下絵の表裏を逆にして木の板に貼り、版下絵の上から彫刻刀などで木の板を彫ることで木製の原版（版木）を作成する。版木の彫った面を上にして置き、掘らずに残した凸部分にインクを塗り、版木の上に紙を置き、紙の上からブラシやバレンでこすることで紙の表面にインクを移す（すなわち印刷する）。
版木の作成
木版画の原版は、木製の板に彫刻刀などで溝を彫り、凹凸をつけることによって作られる。版下絵を表裏を逆に木の板に貼り、その
紙の上から彫ってゆく。線や面など、紙にインクをつけたい部分の木材を残し、それ以外のインクをつけたくない部分の木材を彫って取り除く。
版材には西洋木版ではツゲなどの輪切り材を用いるのに対し、日本の伝統木版画ではサクラの板目板を用いる。
出来上がった木製の版は版木（はんぎ）、板木（はんぎ）、彫板（えりいた）、形木（かたぎ）、摺り形木（すりかたぎ）などという。

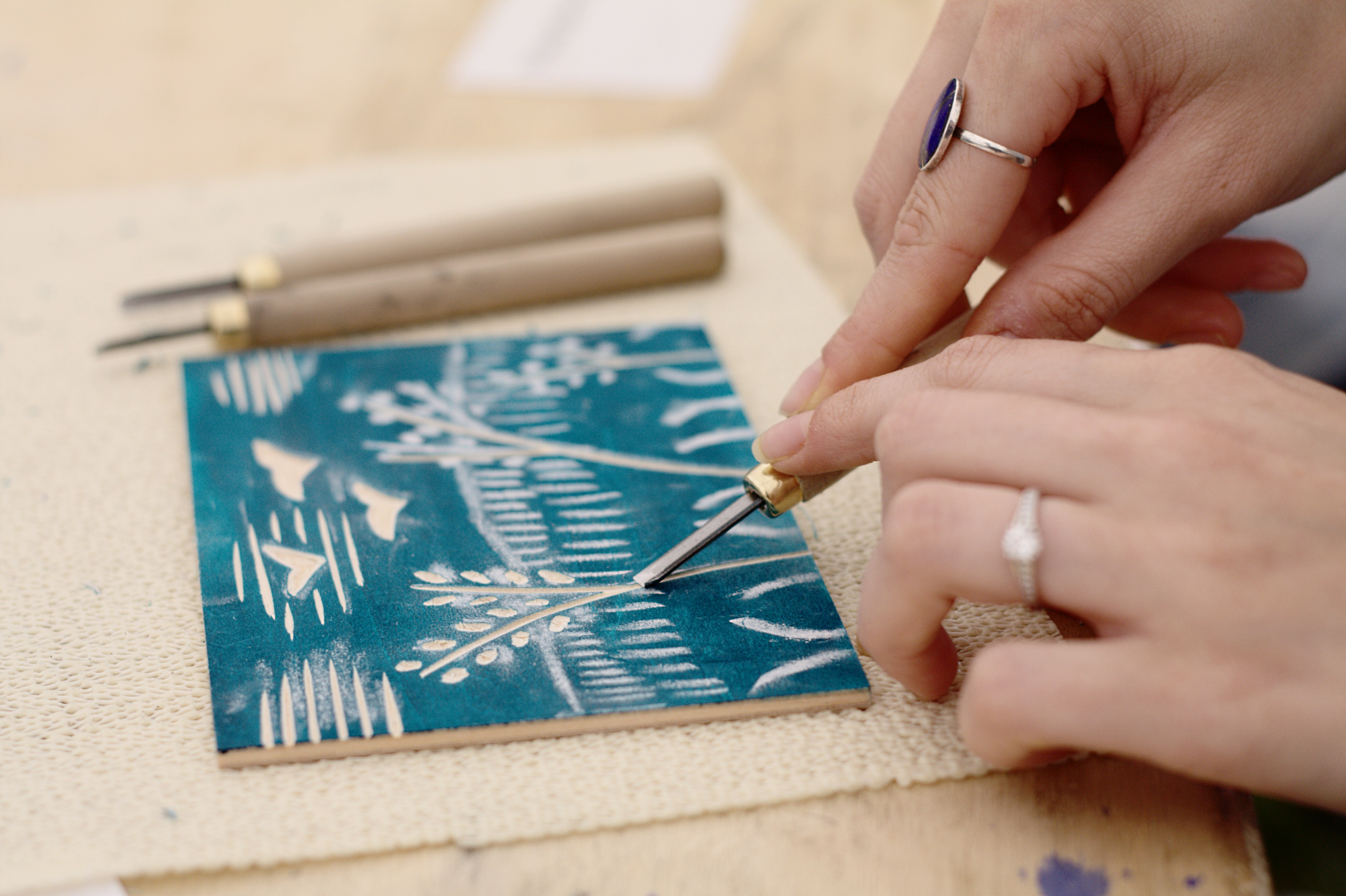
木の板を彫刻刀で彫る様子
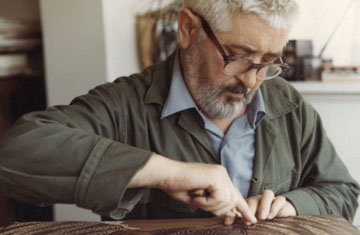
彫る

刷りの方法
主に、下で説明するような3つの方法がある。
- 通常の方法としては、版木の彫った面を上にして置き、凸面にインクを載せ（インクを塗り）、インクを載せた版木の上に紙を置き、紙の上側から何かで（たとえば、ブラシ、バレン、あるいは手のひらなど）でこすり、紙にインクを移す方法がある。
- きわめて小さい版の場合は、印（印鑑）などと同じように、クッションの役割を果たすものの上に紙を置き、インクを塗った版を上から押し付ける方法がある。
- 活版印刷と類似した方法もあり、活版印刷機（圧搾機。プレス機）で版木に紙を押し付ける方法もある。ヨーロッパでは活版印刷が発明されてしばらくはこの方法の印刷も行われた。

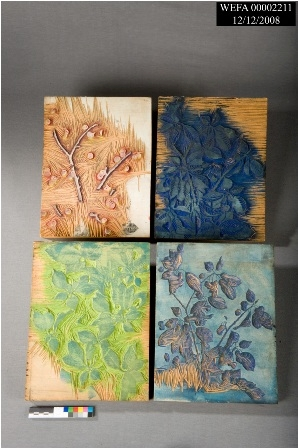
版木につけたインク。多色刷りの場合
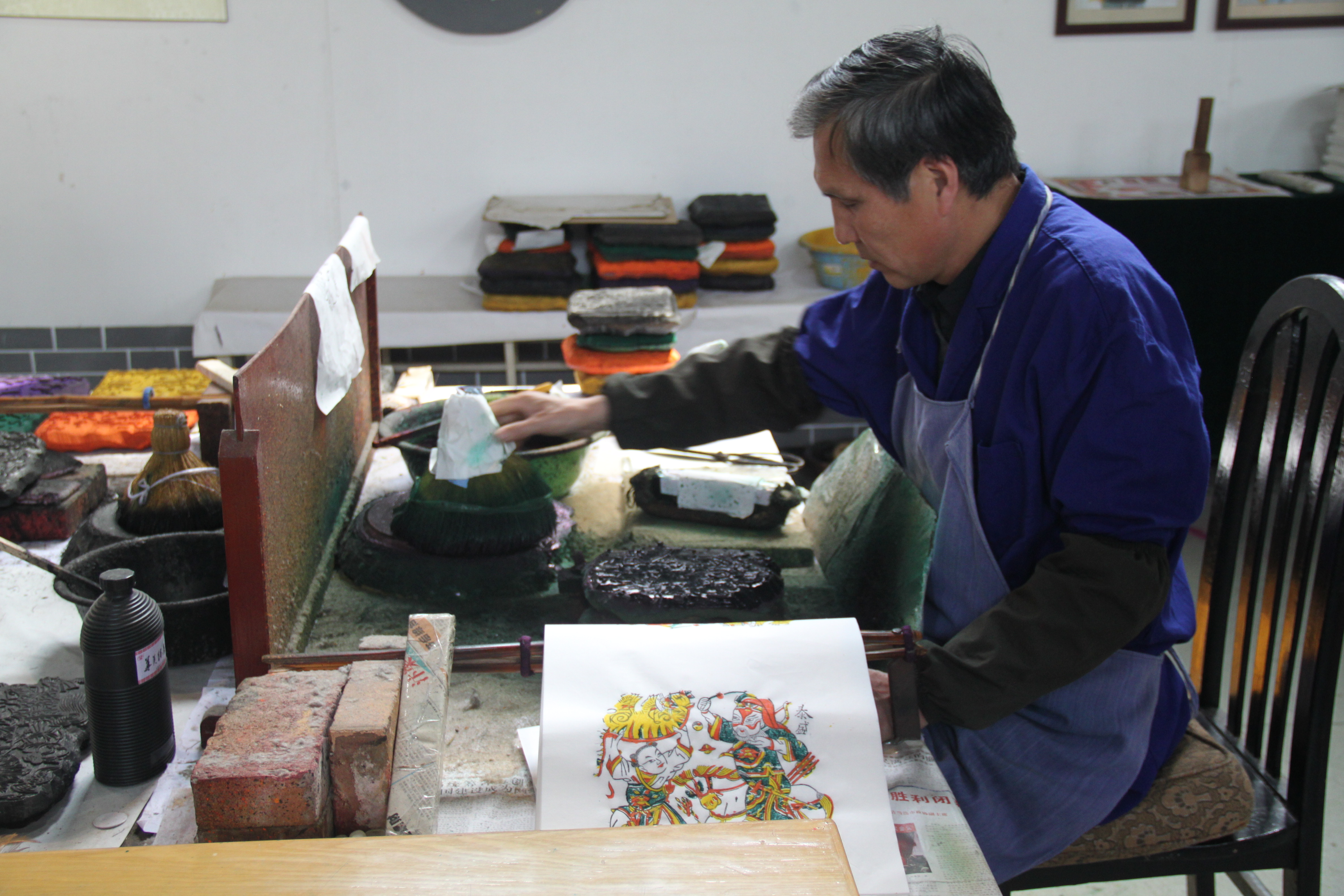
刷り
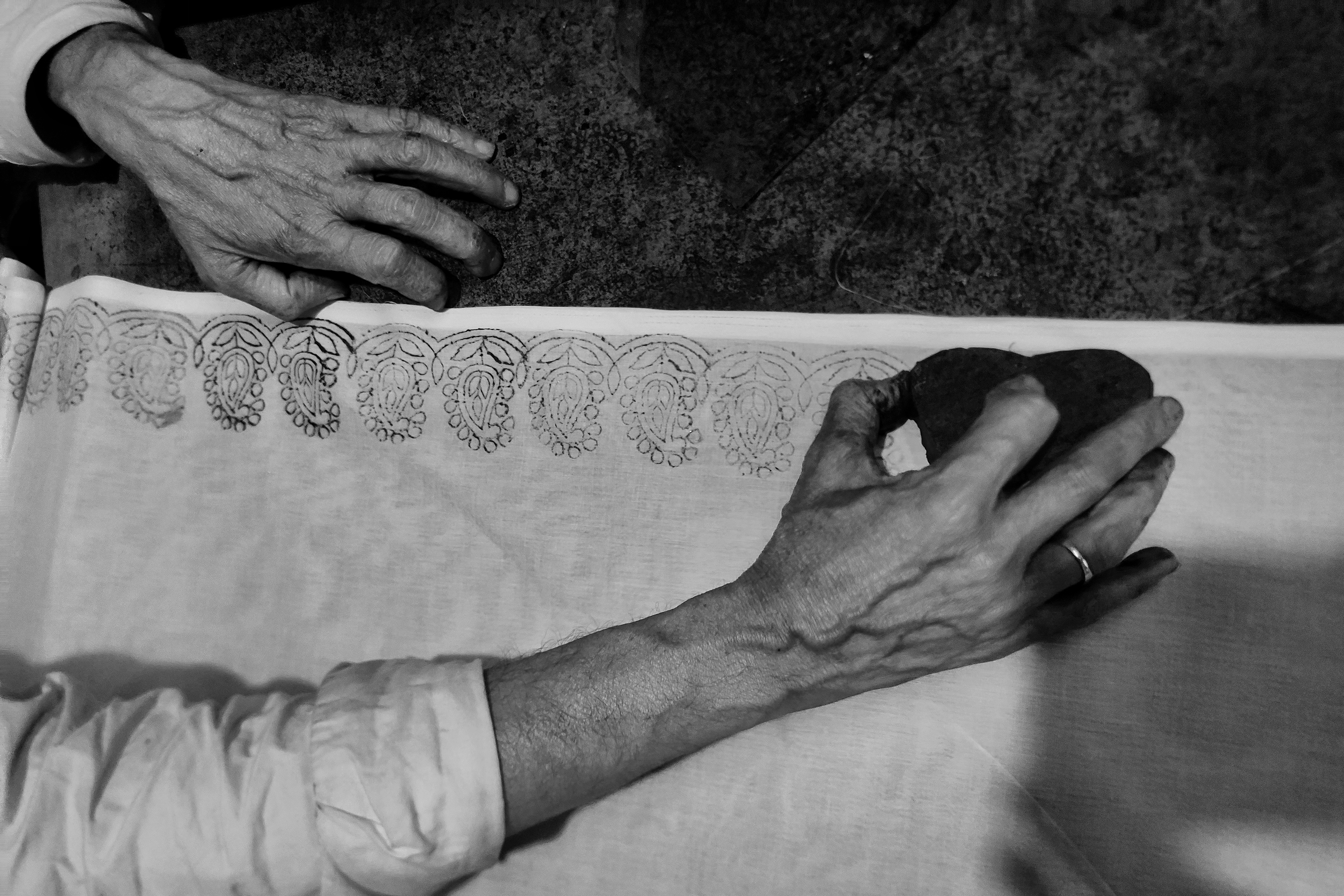
小さい版木の場合の、上から押し付ける方法

## 歴史

### 中国
現在知られている最古の木版画は、中国の敦煌文献の『金剛般若経』の扉絵で、唐の時代、咸通9年（866年）に製作されたものであろうといわれる。ただし、これは精緻な出来栄えであるので、実際の木版画の誕生は更に数百年も遡るものと考えられる。その後、中国、日本ともにそれぞれ製紙の発達をみ、木版技術も進歩したが、その大半は信仰に関係していた。中国では、主に版木に梨や棗が使用されていた。

### 日本
制作年代が分かっている世界最古の木版印刷物は、法隆寺などに分蔵されている「百万塔陀羅尼文」である。天平宝字8年（764年）、称徳天皇が延命・除災のために書かれた4種の経典を、それぞれ木版で印刷し、高さ14cmほどの木製塔に納めたものである。その後も現在に至るまで、尊像の版画、あるいは、熊野牛王神符に代表されるような垂迹版画が摺り続けられて、参詣客に配られたり、尊像内に納められたりした。室町期には『融通念仏縁起絵巻』が肉筆とは別に、版画絵巻としても版行された（1391年。大念仏寺蔵）。
慶長期、京都において、角倉素庵により、嵯峨本に初めて版画挿絵が入れられた。これを契機として、井原西鶴などの仮名草子の挿絵にも木版技術が使用されるようになる。その後、万治、寛文の頃になると、出版文化の中心が京から江戸に移り行き、金平本や各種評判記が出版され活況を呈した。そして、延宝期になって初めて浮世絵師、菱川師宣の名を記した墨摺絵による冊子の挿絵が現れ、ここから独立して鑑賞用の木版画による一枚絵が版行された。その後、丹絵、紅絵、漆絵、紅摺絵、錦絵と発展していった。
また、明治後期頃から創作版画（１人の人間が彫りや摺りを行って創作される木版画）や新版画（従来の浮世絵版画と同様に、絵師、彫師、摺師による分業により制作）といったアート・ムーブメントが登場する。

### ヨーロッパ
ヨーロッパにおける古い木版画は、現存するものでは14世紀末にまで遡る。ヨーロッパにおいては、版木に梨、胡桃、あるいは柘植が使用され、東洋における桜、梨、棗とは異なっていた。彫刻刀は東洋のものと似たようなものが使われ、紙をのせ、刷毛またはタンポのようなもの（ぼろや毛を皮で包んだ用具）で擦ったようである。あとから着色するようになったのも、日本の初期版画と似ていた。しかし、グーテンベルクにより、1434年から1444年頃、印刷機が発明されると版木が金属活字と一緒に油性インクで摺られるようになり、刷毛で擦るのではなく、プレスという方法に変わる。そして、版木も銅板に置き換えられることにより、銅版画への道がひらけていった。この点は、東洋の場合とはっきり異なっていた。
- アルブレヒト・デューラー作「犀」（1512年から1515年の間）
- 版木を彫る職人を描いた木版画[注 1]

## 日本の木版画

### 伝統木版画

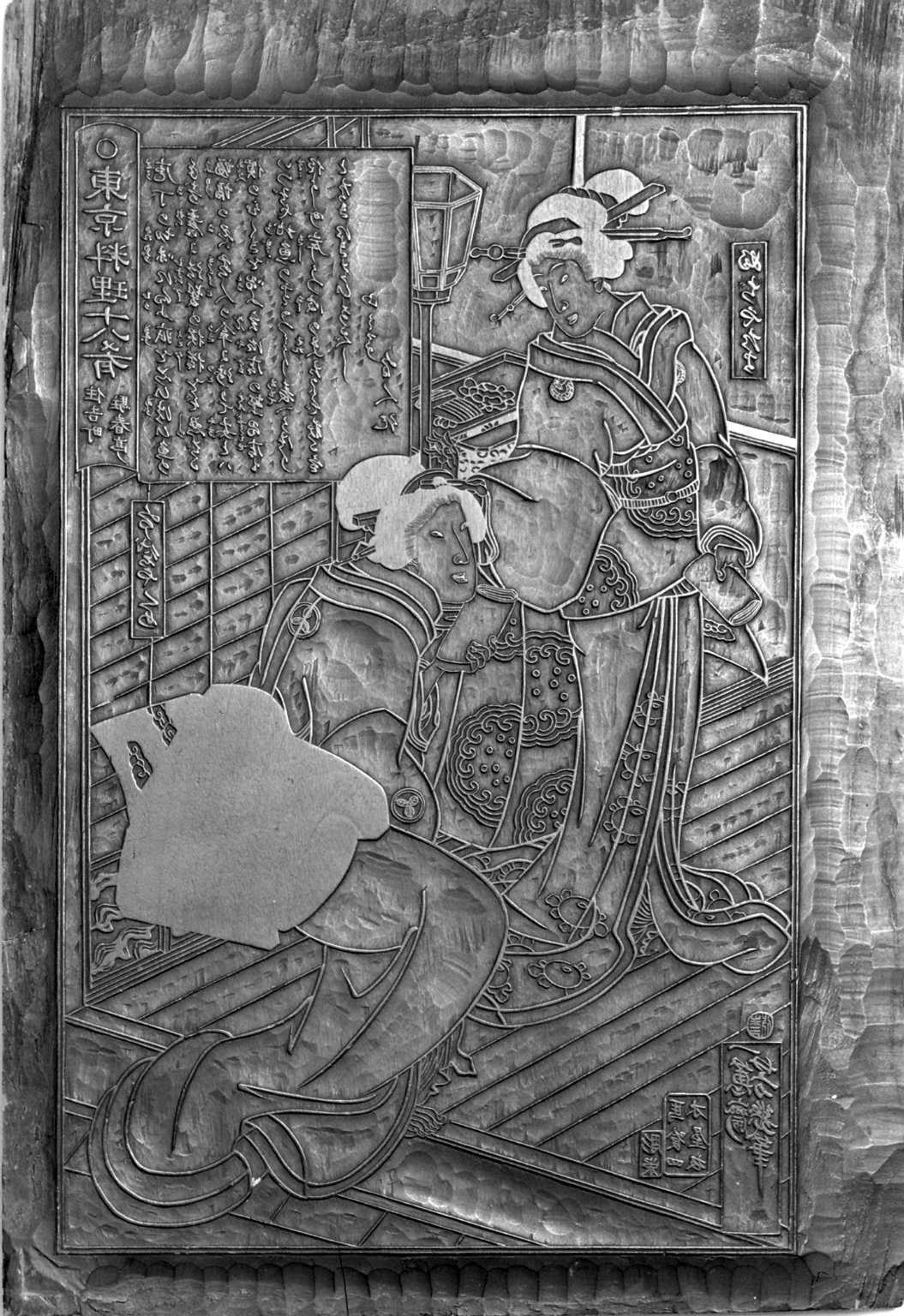
浮世絵の木版

江戸時代に菱川師宣による墨摺絵から始まって丹絵、紅絵、漆絵、紅摺絵と発展、そして多色摺りとなる錦絵は鈴木春信らにより創始された。その後、東洲斎写楽などに引き継がれた浮世絵版画は、その大半は木版画であった。複数の版木を用い、多色摺り印刷を行うことができた。
版木は印刷回数が増えるにつれ磨耗する。一般に、数百回程度刷ると、版木が摩耗し使えなくなると言われる。江戸時代の初摺（初版）は200枚（冊）程度だったとされる。
したがって、すでに版木が傷んでしまったのに本の売れ行きが良くて増刷したい場合は、ふたたび彫師に依頼して版木を新たに彫ってもらった。
現代の木版画ではシリアル番号を振るなどして、刷りの回数の管理を行っていることが多い。
- 浮世絵師・歌川広重による名所絵『名所江戸百景』（1856-1858年［安政3-5年］）の内「大はしあたけの夕立」
- 浮世絵に描かれた木版画製作

現在でもこのような伝統的な技法を用いた木版画は、桜の無垢板が使用され、版木の厚さは、版の大きさにもよるが、反りを考慮して中判程度でも2- 3センチメートルほどもある。東京目白にあるアダチ伝統木版画保存財団や京都の竹中木版竹笹堂では浮世絵版画の復刻版を制作しているが、これらは喜多川歌麿や葛飾北斎などの原板から新しい版木に版下を彫り師が彫り、摺り師が色摺りをして、多くの作品を復刻、仕上げている。近代以降、新しい試みとしては現代の洋画家にオリジナルの版下を依頼し、それを復刻版同様に江戸時代からの技術で世に送り出している。

### 学校教育での扱い
日本では、『小学校学習指導要領図画工作編』において、彫刻刀の指導は小学校中学年からと規定されている。そのため、木版画の指導は児童の安全に考慮して小学4年生で初めて行われるのが普通である。版木は安価なベニヤ板を使うことが多く、児童が彫った場所を確認しやすいよう色を塗った物も市販されているが、後述の『彫り進み木版画』では何度もインクを洗ううちに表材が剥がれるという欠点がある。
木版画は、彫刻刀の彫り跡を生かしモノクロながら立体的な世界を描き出すのが、本来の持ち味である。実際優れた指導者のいる学校や地域では、児童生徒による優れた木版画が数々生み出されている。
しかし、現行の学習指導要領では図工にかけられる時間が少ない（4年生は年間60時間、5･6年生は同50時間）こともあり、かつてのように彫刻刀の細かい技法までは取り扱えなくなってきたのが実情である。そんな実態をカバーし、さらに児童に版画の楽しみを手軽に味わわせるために現在取り上げられている技法を以下に紹介する。

#### 一版多色刷り木版画
版木に下書きをし、輪郭線のみを彫刻刀で彫り、彫り残した部分に求める色の水彩絵具を載せて刷り上げる手法である。水彩絵具は乾きやすいので少しずつ刷っていく必要があり、絵柄がズレるのを防ぐためにセロテープで版木と紙を固定して行う。
黒い紙を使えばステンドグラスのような仕上がりに出来、"輪郭線のみ彫ればいい"手軽さもあいまって、4年生の初歩段階で多く行われる手法である。

#### 彩色木版画
輪郭線になる部分を残して彫り、黒の版画用インクをローラーで付け印刷する。インクが乾いた後、彫って白くなった部分に裏面から水彩絵具で彩色して仕上げるものである。上述一版多色刷り版画同様、４年生で多く行われる手法であり、専用の半透明な和紙が教材用として市販されている。

#### 彫り進み木版画
『彫り進み版画』とも言う。1枚の版木を少しずつ彫っては異なる色のインクを載せて刷っていくことにより、多色刷りにしていく手法である。『版木に下書きをする』までは普通の一版多色刷りと同じであるが、後行程は下記のように異なる。
1. まず、紙の色（普通は白）を残したい所を彫る。
2. 1色めの色インクをローラーで版木に載せ、刷る。
3. 版木についたインクを洗って落とし、水分を取る。
4. 1色めの色を残したい所を彫る。
5. 2色めの色インクを版木に載せ、2で刷った紙を載せ、刷る。

以後同様に「前の色を残したい所を彫り」「新しい色を載せて刷る」工程を繰り返し、作品を完成させる。刷るときは絵柄がずれないように、用紙を机に置き、インクを載せた版木を上から伏せ（普通の版画では版木の上に紙を伏せる）、軽くなじませてから裏返し、ばれんでこすって刷り取る。どれほど注意深く作業しても多少は絵柄がずれるのであるが、それによってできる陰影がかえって作品の味わいを深めてくれる。
日本の教育現場では、彫刻刀で広い面を彫っていかなければならないこと、計画的に作業を進めていかねばならないことなどから、小学5年生の授業用に薦められている手法である。

## ギャラリー

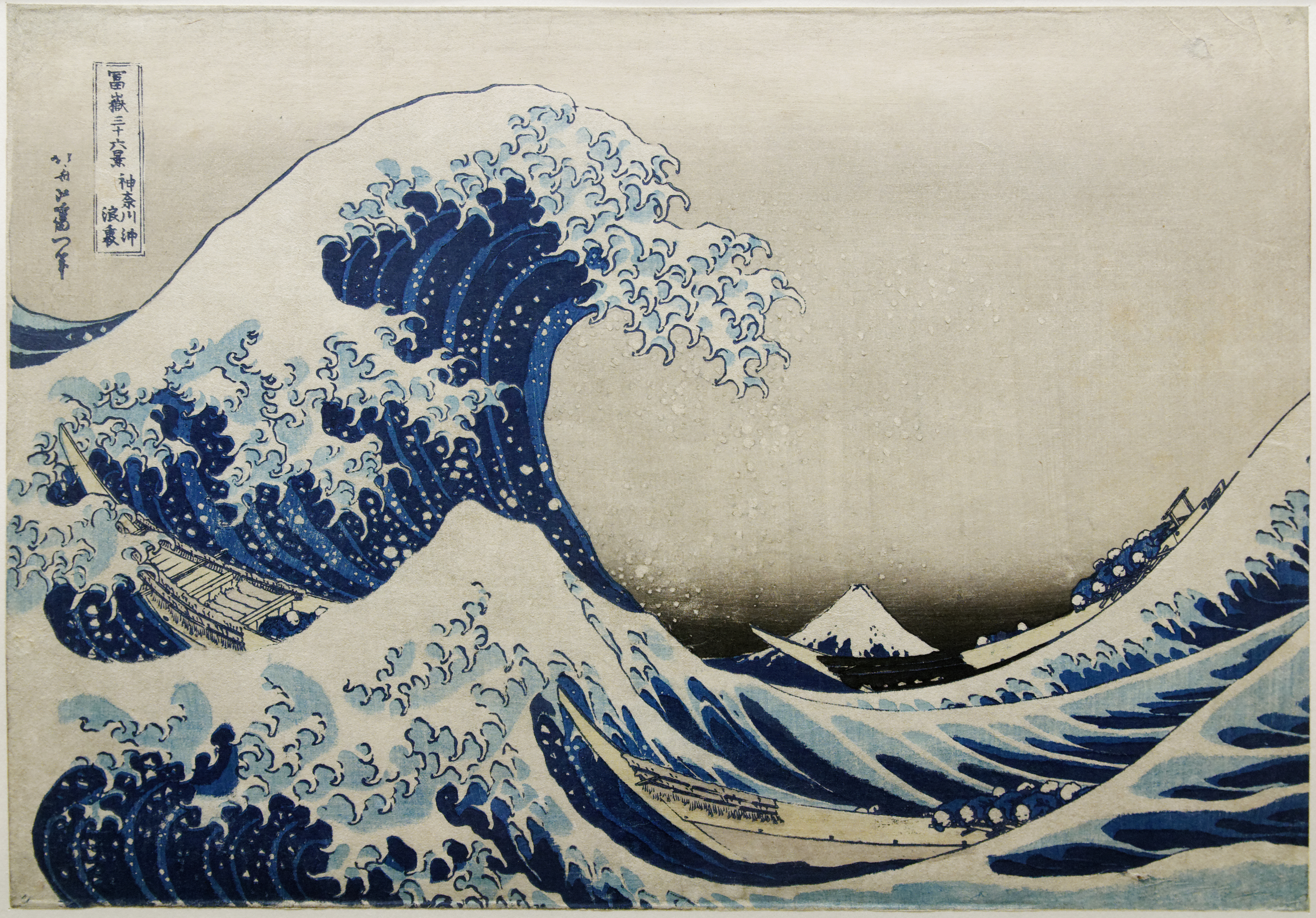
葛飾北斎、富嶽三十六景『神奈川沖浪裏』
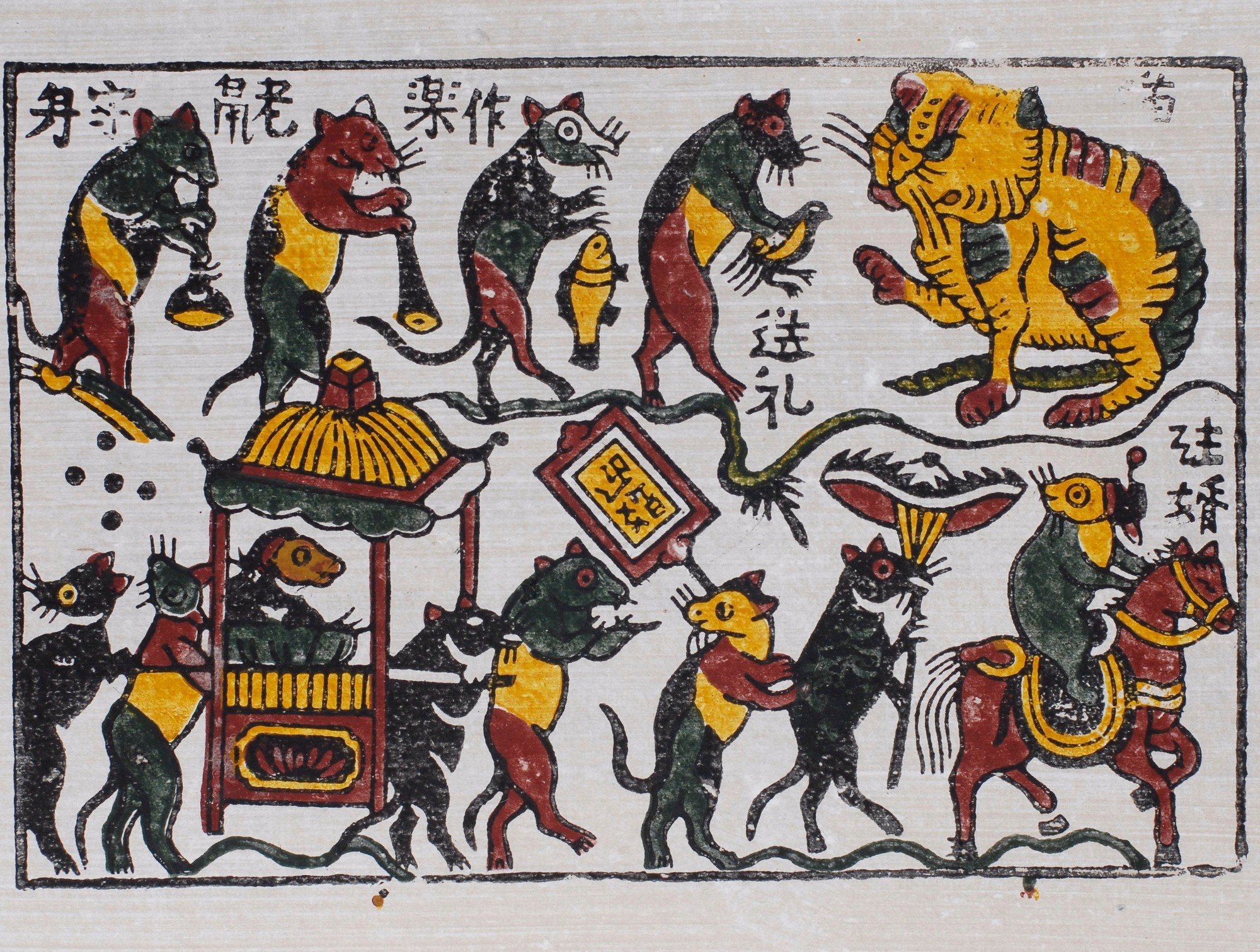
「鼠の嫁入り」を題目として描かれたベトナムのドンホー版画
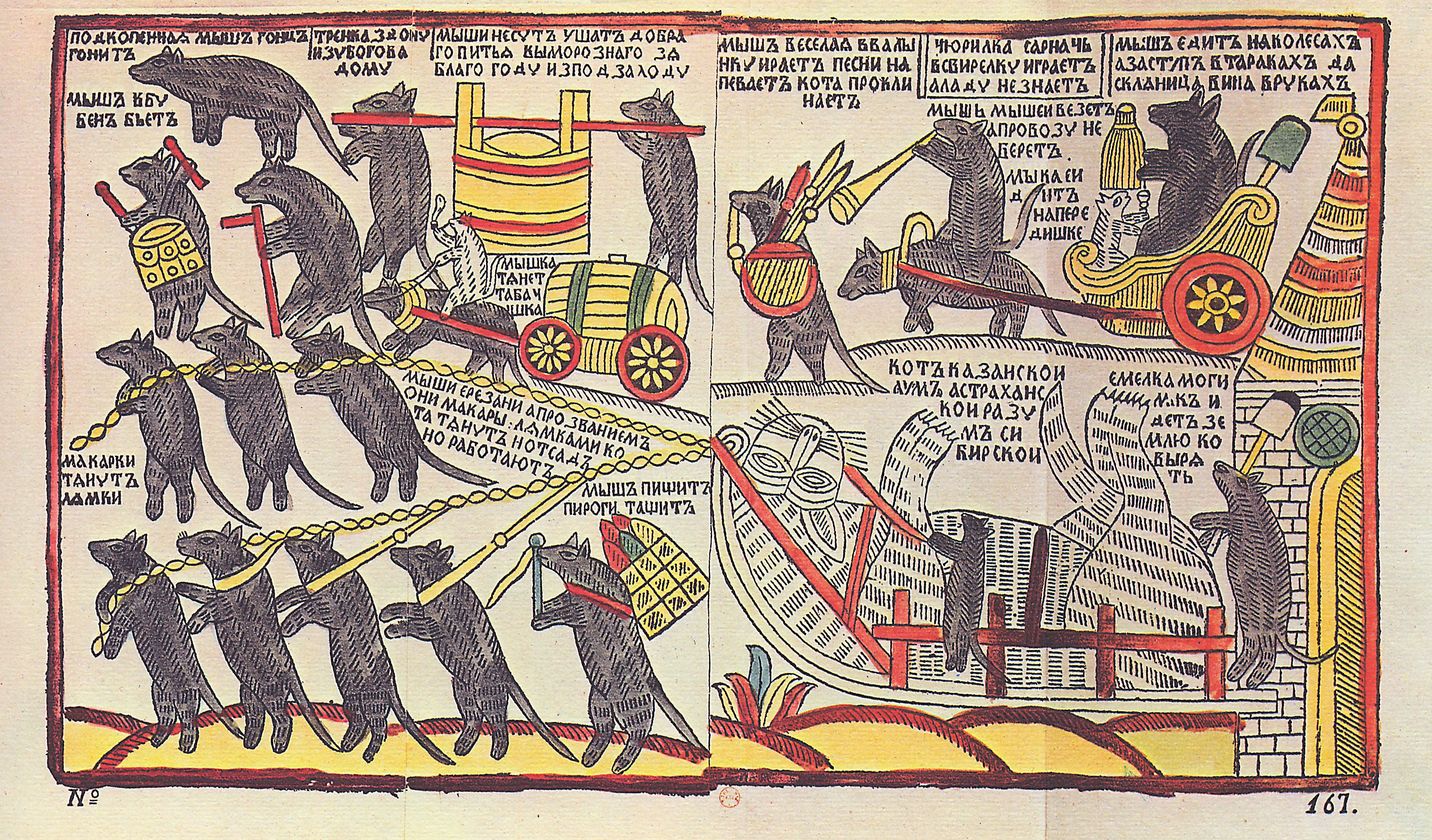
「猫を埋葬するネズミたち」 ピョートル大帝を風刺したロシアの木版画ルボーク。1760年代作。
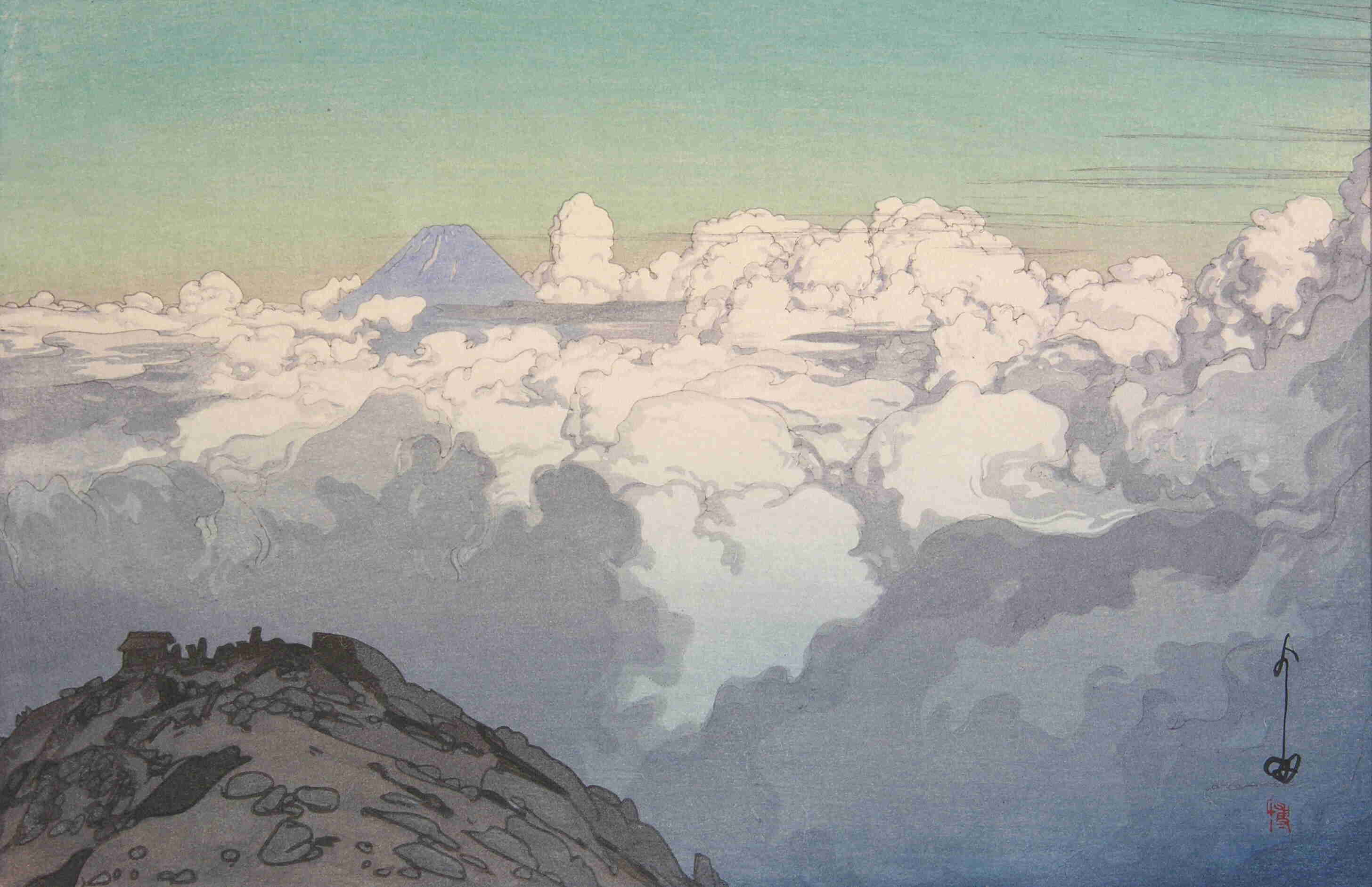
新版画作家吉田博「日本南アルプス集 駒ケ岳山頂より」 1928年（昭和3年）
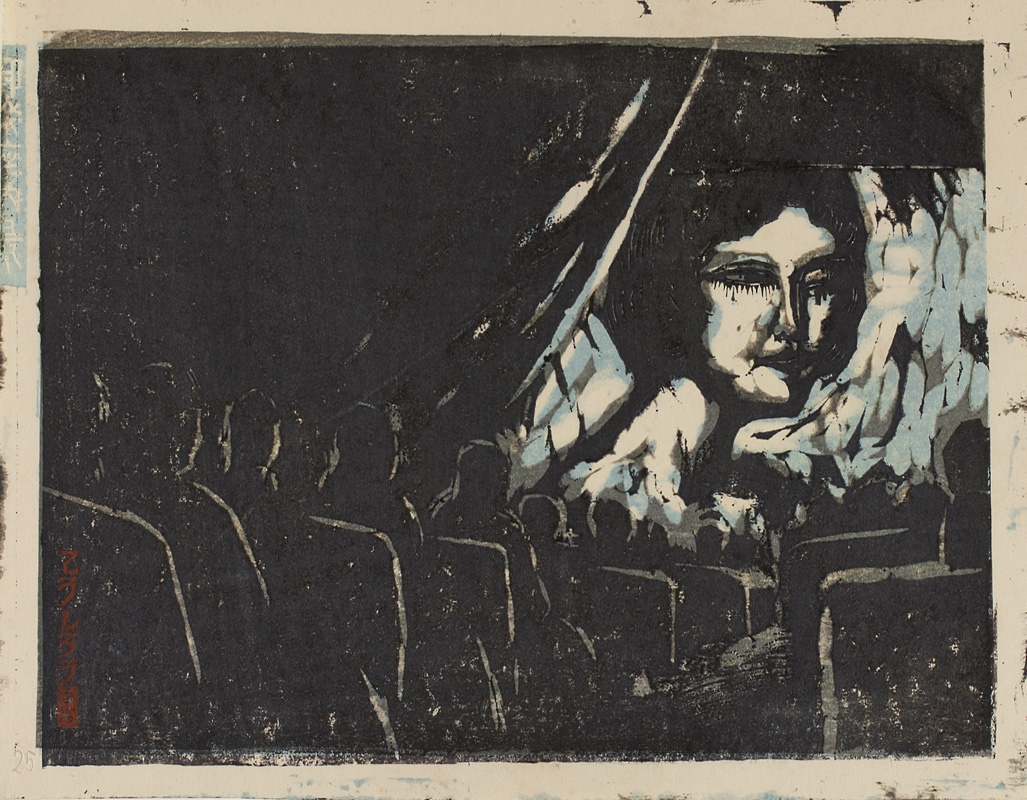
創作版画作家恩地孝四郎「映画館」『新東京百景』1929年（昭和2年）
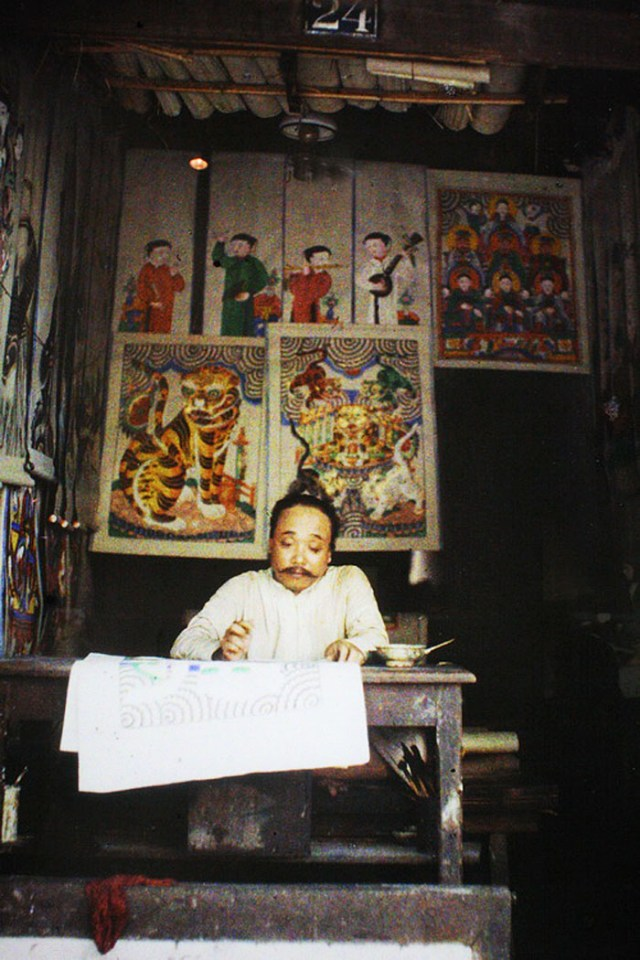
ベトナムの版画ハントラン職人（vi:Tranh Hàng Trống）

## 木版画家
日本
- 秋山巌
- 東一雄
- 畦地梅太郎
- 石井鶴三
- 石井柏亭
- 磯見輝夫
- 上野誠 (版画家)
- 海野光弘
- 織田一磨
- 小野忠重
- 恩地孝四郎
- 角間貴生
- 勝山正則
- 金守世士夫
- 川上澄生
- 川西英
- 河内成幸
- 木村義治
- 黒崎彰
- 合田清（木口木版画
- 小林敬生（木口木版画）
- 斎藤清
- 笹島喜平
- 佐竹清
- 竹中健司
- 谷中安規
- 辻志郎
- 手島圭三郎
- 富張広司
- 永瀬義郎
- 野田哲也
- 長谷川富三郎
- 萩原英雄
- 平塚運一
- 藤牧義夫
- 棟方志功
- 山口源
- 山本温
- 山本鼎
- ブル・デービッド - カナダ国籍の浮世絵作家